# Haplophyllum pumiliforme
Haplophyllum pumiliforme är en vinruteväxtart som beskrevs av Hub.-mor. & Reese. Haplophyllum pumiliforme ingår i släktet Haplophyllum och familjen vinruteväxter. Inga underarter finns listade i Catalogue of Life.